# Paul Asantchéeff
Paul Asantchéeff, né le 1er janvier 1900 à Rybinsk, en Russie et mort le 13 août 1979 à Foncine-le-Bas, dans le Jura, était un ingénieur aéronautique français d’origine russe. 